# مایو هامادا
مایو هامادا (انگلیسی:Mayu Hamada؛ زاده ۳۱ ژانویه ۱۹۹۴) یک تکواندوکار زن ژاپنی است. او دو دوره المپیک تابستانی ۲۰۱۲ و ۲۰۱۶ شرکت کرد.